# Lathrostizus euurae
Lathrostizus euurae là một loài tò vò trong họ Ichneumonidae.